# Fikkefuchs
Fikkefuchs ist ein deutscher Independent-Film aus dem Jahr 2017 von und mit Jan Henrik Stahlberg.

## Handlung
Nach einer versuchten Vergewaltigung an einer Kassiererin im Supermarkt wird Thorben in eine psychiatrische Klinik eingewiesen. Er bricht aus und macht sich per Anhalter nach Berlin auf, um dort seinen Vater Richard zu suchen. Kennengelernt hat er seinen Vater nie, aber von seiner Mutter weiß er, dass Richard ein Frauenheld und als „der Stecher von Wuppertal“ bekannt gewesen sein soll. Richard bildet sich auf seine alten Frauengeschichten noch immer viel ein, aber mittlerweile scheitern seine ständigen Flirtversuche. Zudem ist Richard schwer an Prostatakrebs erkrankt, aber um seine Potenz nicht zu gefährden, lässt er sich nicht behandeln.
Thorben sucht Richard in seiner Altbauwohnung in Berlin auf, aber der will zunächst von seinem Sohn nichts wissen. Erst als Richard versteht, dass Thorben Hilfe beim Thema Frauen benötigt, nimmt er ihn bei sich auf. Das Vater-Sohn-Gespann macht sich auf, eine durchzechte Nacht lang Frauen in Kneipen und Clubs anzubaggern, wobei sie durchwegs scheitern. Auf Empfehlung von Thorbens Kumpel Kevin besuchen die beiden bald darauf einen mehrtägigen „Verführungs-Workshop“ des weiblichen Pick-Up Coachs „Wilson“ Donavan. Wilson gibt vor, unter anderem Verführungskünstler wie beispielsweise Erik von Markovik persönlich zu kennen, reproduziert  frauenfeindliche und maskulinistische Narrative und geht mit den Kursteilnehmern auf die „Jagd“. In einer Cocktailbar schleppt Richard vor den Augen der anderen Teilnehmer erfolgreich eine junge Frau namens Milena ab und verbringt die Nacht mit ihr. Thorben entdeckt allerdings, dass es sich bei Milena um eine von Wilson engagierte Prostituierte handelt, und erpresst damit Wilson: So muss Wilson dafür zahlen, dass Milena Richard auf seinen Urlaub nach Griechenland begleitet, wo er mit Thorben und den Teilnehmern des Workshops seinen 50. Geburtstag feiert. Bald darauf stirbt Richard an seiner Krebserkrankung.

## Titel
Während eines Vergewaltigungsversuchs macht Thorben die Handgeste Leisefuchs und wiederholt dazu das Wort „Fickefuchs“.

## Produktion
Fikkefuchs wurde durch Crowdfunding finanziert. Dabei wurden auf der Plattform Startnext von März bis Mai 2015 über 70.000 Euro gesammelt.
Gedreht wurde von April bis Mai 2015 in Berlin und Griechenland.
Der Film feierte am 23. Juni 2017 beim Filmfest München seine Premiere und kam am 16. November 2017 bundesweit in die Kinos.

## Soundtrack
Im Film wurden neben der Musik von Rainer Oleak auch die Songs Deine Mutter und Fotzen im Club der Hip-Hop-Band SXTN verwendet.
Daneben wurden  auch Lieder von Taktloss und MC Bomber verwendet, die ebenfalls aus Berlin stammen.

## Kritik
„Der Independent-Film arbeitet sich schonungslos-provokativ an Männlichkeitsbildern und Sexismus ab, führt sein Thema im Rahmen einer Vater-Sohn-Geschichte aber nicht konsequent genug zu Ende.“ (Filmdienst)
„Fikkefuchs ist Satire, ein zugespitzter Film über Männer in der Krise. Er zerlegt diese Typen, deren Leben von Sexismus vergiftet wurden.“ (Süddeutsche Zeitung)
„Stahlbergs Fikkefuchs ist eben kein ernstzunehmender Beitrag zur Debatte, sondern vor allem filmische Onanie. [...] Alle Frauen in Fikkefuchs sind wahlweise hysterisch oder kalt, sie schaffen an oder betrügen. Sie sind Projektionsflächen, keine Menschen. Ein Frauenbild zum Gruseln. [...] Leider ist es nur misogyn. [...] Es ist ein armseliges, weinerliches und selbstgerechtes Männerbild, das Fikkefuchs da zementiert.“ (Zeit Online)
„Ein irritierender Film, irgendwo zwischen gendertheoretisch fundierter Analyse und reaktionärer Männerbewegung, zwischen derber Komödie und zarter Tragödie. Leider ist der Film nicht so richtig komisch – aber seine derbe Darstellung dessen was ist, als sexistisch zu kritisieren, wie es manche männlichen Kritiker getan haben, ginge dann doch etwas zu weit.“ (Deutschlandfunk Kultur)
„In seiner Brachialsatire Fikkefuchs mit tragischem Einschlag geht der Regisseur, Co-Drehbuchautor und Hauptdarsteller Jan Henrik Stahlberg ohne Netz und doppelten Boden dahin, wo der Kern aller postmodernen/postfeministischen Verunsicherung liegt – nämlich zwischen die Beine und auf die Eier – und hält seinen Geschlechtsgenossen den Spiegel vor, dass man vor Fremd- und Selbstscham weinen könnte und zugleich Tränen lacht.“ (Kino-Zeit.de)
„Dieser Film ist von extremistischer Komik. Und er behandelt ein vergiftetes Thema: Sex. Die Koproduktion aus Berliner Armut und Schwabinger Schule wird viele Menschen erheitern und verstören.“ (sueddeutsche.de)